# فرانک برسفورد (بازیکن فوتبال)
فرانک برسفورد (انگلیسی: Frank Beresford; ۸ اکتبر ۱۹۱۰ – ۱۹۷۴ (۶۳−۶۴ سال)) بازیکن فوتبال بود.
از باشگاه‌هایی که در آن بازی کرده‌است می‌توان به باشگاه فوتبال کریستال پالاس اشاره کرد.